# Bruno Carnide
Bruno Carnide (Leiria, 1987) é um realizador e produtor de cinema independente.
Realizou curtas-metragens de ficção, animação e documentário que venceram mais de quarenta prémios e foram selecionadas em centenas de festivais de cinema em todo o mundo, incluindo festivais qualificadores ao Oscar e Prémios Europeus de Cinema.
Com Título de Especialista em Produção Cinematográfica, Bruno Carnide é docente na área de Cinema no Politécnico de Leiria (Portugal).
Foi curador do Museu da Imagem em Movimento (Portugal), entre 2022 e 2024, e é frequentemente membro do júri em Festivais Internacionais de Cinema.
Como freelancer, Bruno Carnide dirigiu centenas de vídeos corporativos e comerciais para empresas como Google, Volkswagen, Ford, MTV, Nickelodeon, RTP ou Schweppes.
Da sua filmografia destacam-se as curtas-metragens "Memórias de uma Casa Vazia" (2023), "Fugiu. Deitou-se Caí." (2017), ambas filmadas em película 8mm, e a curta-metragem de animação "O Voo das Mantas" (2021).
Ao longo do seu percurso recebeu prémios em festivais como Tirana (Albânia), Medina del Campo (Espanha), Cinema on the Bayou (E. U. A.), São Tomé FestFilm (São Tomé e Príncipe), Novos Talentos FNAC (Portugal), ShortCutz (Portugal), CinEuphoria (Portugal) ou Ymotion (Portugal); bem como seleções internacionais em ZINEBI (Espanha), InterFilm Berlin (Alemanha), Huesca (Espanha), Izmir (Turquia), CineLebu (Chile) ou St. Louis (E. U. A.) e em festivais portugueses como IndieLisboa, Cinanima, Monstra, FEST, Prémio Nacional da Animação, Caminhos do Cinema Português ou Avanca.

## Curtas-Metragens
- A Rapariga Que Caminhava Sobre a Neve (2024) [Animação I. A.]
- Memórias de Uma Casa Vazia (2023) [Ficção 8mm]
- O Voo Das Mantas (2021) [Animação 2D]
- Solstice (2020) [Animação 2D]
- Equinócio (2019) [Animação 2D]
- Fugiu. Deitou-se. Caí. (2017) [Ficção 8mm]
- Manuel (2015) [Documentário]
- Calou-se. Saiu. Saltei. (2014) [Ficção 8mm]
- Em Terra Frágil (2011) [Ficção]

## Prémios
- Sophia Award Nominee for Best Animation Short Film “The Flight of the Manta Rays” – Portuguese Film Academy 2022
- Sophia Award Nominee for Best Animation Short Film “Equinox” – Portuguese Film Academy 2020
- Winner Best Film – Jury Prize “Memories of an Empty House” – Cisterna Film Festival, Italy 2024
- Winner Best Portuguese Short Film “Memories of an Empty House” – Cineuphoria, Portugal 2024
- Winner Top of the Year Portuguese Films “Memories of an Empty House” – Cineuphoria, Portugal 2024
- Special Mention “Memories of an Empty House” – Tirana International Film Festival, Albania 2023
- Honorable Mention for Best Short Film “The Flight of the Manta Rays” – Moinho Cine Fest, Portugal 2023
- Winner Best Portuguese Animation Film “The Flight of the Manta Rays” – Cineuphoria, Portugal 2022
- Winner Best Portuguese Animation Short “The Flight of the Manta Rays” – Golden Geeks, Portugal 2022
- Winner Best Portuguese Animation of the Sea “The Flight of the Manta Rays” – MANIFEST, Portugal 2022
- Winner Best Portuguese Screenplay “The Flight of the Manta Rays” – Cineuphoria, Portugal 2022
- Winner Best Short Film of the Session “The Flight of the Manta Rays” – ShortCutz Aveiro, Portugal 2022
- Winner Top of the Year by Public Vote “The Flight of the Manta Rays” – Cineuphoria, Portugal 2022
- Winner Top of the Year Portuguese Films “The Flight of the Manta Rays” – Cineuphoria, Portugal 2022
- Winner Top Best Portuguese Short Films “The Flight of the Manta Rays” – Cineuphoria, Portugal 2022
- Honorable Mention for Best Animation Short Film “Solstice” – Farcume, Portugal 2021
- Winner Best Visual & Sound Effects “Equinox” – Cineuphoria, Portugal 2020
- Winner Best Animation Short Film “Equinox” – Ymotion, Portugal 2019
- Winner Best Screenplay “Equinox” – Ymotion, Portugal 2019
- Honorable Mention “Fall” – New Talents FNAC, Portugal 2019
- Winner Best Short Film of the Session “Fled. Lay. Fell.” – ShortCutz Covilhã, Portugal 2019
- Winner 2nd Prize Best International Short Film “Fled. Lay. Fell.” – Medina del Campo, Spain 2018
- Winner Special Jury Prize “Fled. Lay. Fell.” – ShortCutz Ovar, Portugal 2018
- Winner Best Photography “Fled. Lay. Fell.” – CinEuphoria, Portugal 2018
- Winner Top Best Portuguese Short Films “Fled. Lay. Fell.” – CinEuphoria, Portugal 2018
- Winner Best Original Soundtrack “Fled. Lay. Fell.” – Ymotion, Portugal 2018
- Winner Best Screenplay “Fled. Lay. Fell.” – Planos Film Fest, Portugal 2018
- Honorable Mention for Editing “Fled. Lay. Fell.” – Planos Film Fest, Portugal 2018
- Winner Best Screenplay “Fled. Lay. Fell.” – ShortCutz Figueiró dos Vinhos, Portugal 2018
- Winner 2nd Prize Best International Short Film “Fled. Lay. Fell.” – Urban Mediamakers, United States 2018
- Winner Best Original Soundtrack “Fled. Lay. Fell.” – ShortCutz Viseu, Portugal 2018
- Winner Best Short Film of the Session “Fled. Lay. Fell.” – ShortCutz Viseu, Portugal 2018
- Winner Best Local Short Film “Procissão do Enterro do Senhor” – Cinantrop, Portugal 2018
- Special Recognition “Manuel” – Development Film Festival, India 2015
- Winner Best Nacional Documentary “Manuel” – São Tomé FestFilm, Sao Tome and Principe 2015
- Winner Video Category “Manuel” – Jovens Criadores, Portugal 2015
- Winner Best Local Short Film “Lugar da Quinta Nova” – Cinantrop, Portugal 2015
- Winner Best Experimental Short Film “Hushed. Left. Jumped.” – FreeNetWorld Film Fest, Serbia 2015
- People Choice Award “Hushed. Left. Jumped.” – Vagrant Film Club, Belarus 2014
- Winner Video Category “Hushed. Left. Jumped.” – Jovens Criadores, Portugal 2014
- Honorable Mention “Red Dress” – InFrame 24H Film Festival, Portugal 2014
- Winner Video Category “The Light Darkened Within Thy Hair” – Jovens Criadores, Portugal 2013
- 2nd Prize Best Music Video “Nice Weather For Ducks – Back To The Future” – Farcume, Portugal 2013
- Winner Best Photography by Public Votes “Burial In Weak Land” – Moscars Al-Hurria, Egypt 2013
- Winner Top Best Portuguese Short Films “Burial In Weak Land” – CinEuphoria, Portugal 2012
- Winner Best Animation “Your Last Days As A Child” – Festival Até Breves, Portugal 2009